# Air Traffic Controller (computerspel uit 2003)
Air Traffic Controller is een computerspel dat werd ontwikkeld door Lunagames. Het spel werd in 2003 uitgebracht voor mobiele telefoons.

## Gameplay
Air traffic controler is een simulatie game waarbij de speler de controle heeft over het luchtruim boven een druk vliegveld. De speler moet de vliegtuigen naar hun bestemming leiden en de piloten begeleiden zodat ze veilig kunnen landen. Het spel heeft meer dan 100 verschillende niveaus, een oefenmodus en een interactieve tutorial om je te helpen om het beroep van Air Traffic Controller onder de knie te krijgen.

## Ontvangst
Air Traffic controller werd wereldwijd meer dan 400.000 keer verkocht met spin-off titels zoals ATC Night Flight en ATC Crazy Planes die in de volgende jaren werden uitgebracht. Kitty Brown, VP bij Lunagames legt uit: "We geloven dat het succes van ATC voornamelijk werd aangedreven door het origineel dat nu wordt aangeduid als 'one-thumb' type gameplay, gecombineerd met het populaire thema van grote vliegtuigen '.